# Okręg wyborczy Pearce
Okręg wyborczy Pearce (ang. Division of Pearce) – jednomandatowy okręg wyborczy do Izby Reprezentantów Australii, położony w stanie Australia Zachodnia, na północ od Perth. Pierwsze wybory odbyły się w nim w 1990, jego patronem jest George Pearce, urzędujący najdłużej w historii członek Senatu Australii.

## Lista posłów
| okres urzędowania | poseł            | przynależność              |
| ----------------- | ---------------- | -------------------------- |
| 1990-1993         | Fred Chaney      | Liberalna Partia Australii |
| 1993-2013         | Judi Moylan      | Liberalna Partia Australii |
| od 2013           | Christian Porter | Liberalna Partia Australii |

źródło: